# Souffles (revue française)
Pour les articles homonymes, voir Souffles.

La revue Souffles est une publication semestrielle de l'Association des Écrivains méditerranéens, créée en 1942, au sein de la Résistance.

## Historique
La revue, basée à Montpellier, est fondée en 1942 dans la clandestinité par le poète Robert Marty (président jusqu'en 1983) et son beau-frère le poète et peintre Paul Bouges« Après la guerre, c'est l'hebdomadaire Le Tigre, politique mais aussi littéraire, dirigé par François Malrie, qui renouait le fil, ainsi que la petite revue Souffles qui saura, quelque temps, attirer dans ses sommaires des écrivains de qualité :... »,.
Jacques Gasc (1943-2010), poète montpelliérain - entré à l'âge de quinze ans à la Compagnie des Écrivains méditerranéens parrainé par Paul Bouges - succède à Robert Marty jusqu'en 2003. Jean-Pierre Védrines en est à son tour le directeur de 2003 à 2010. Après un intérim de Gaston Marty, Christophe Corp accède à la présidence des Écrivains méditerranéens en 2011 et à ladirection de cette revue.

## Les prix
L'association décerne trois grands prix et trois prix spéciaux,,par an, et présente les lauréats dans le numéro suivant de Souffles, avec des extraits de leurs œuvres. Par le biais de ces prix littéraires décernés chaque année, Souffles s'attache à faire découvrir de nouveaux talents poétiques.

### Grands prix
- Le Grand Prix de poésie Joseph Delteil[9], destiné à couronner un manuscrit dont la sensibilité et l'écriture poétique suscitent une émotion esthétique profonde et durable[10].
- Le Grand Prix de prose Gaston Baissette[11],[12], décerné à un recueil de textes (nouvelles, contes ou récits) originaux et présentant de réelles qualités d'écriture.
- Le Grand Prix du Livre d'artiste de la ville de Montpellier[13],[14], attribué à un recueil de poésie ou prose poétique présentant une unité d'inspiration et de style.

### Prix spéciaux
- Le Prix du jeune auteur de poésie - Karl Bréheret[15], réservé à un recueil de poésie d'un jeune auteur de talent[16].
- Le Prix Garcia Lorca de l'auteur dramaturge, qui récompense une œuvre théâtrale à caractère poétique.
- Le Prix Éclat du texte court[17], décerné à un texte en prose témoignant d'une écriture et d'un imaginaire inscrits dans la fulgurance[18].